# Tiefland-Felsenhahn
Der Tiefland-Felsenhahn, Guyana-Klippenvogel, Cayenne-Klippenvogel oder Orangefarbene Felsenhahn (Rupicola rupicola) ist eine von zwei Arten der Gattung der Felsenhähne oder Klippenvögel (Rupicola).

## Merkmale

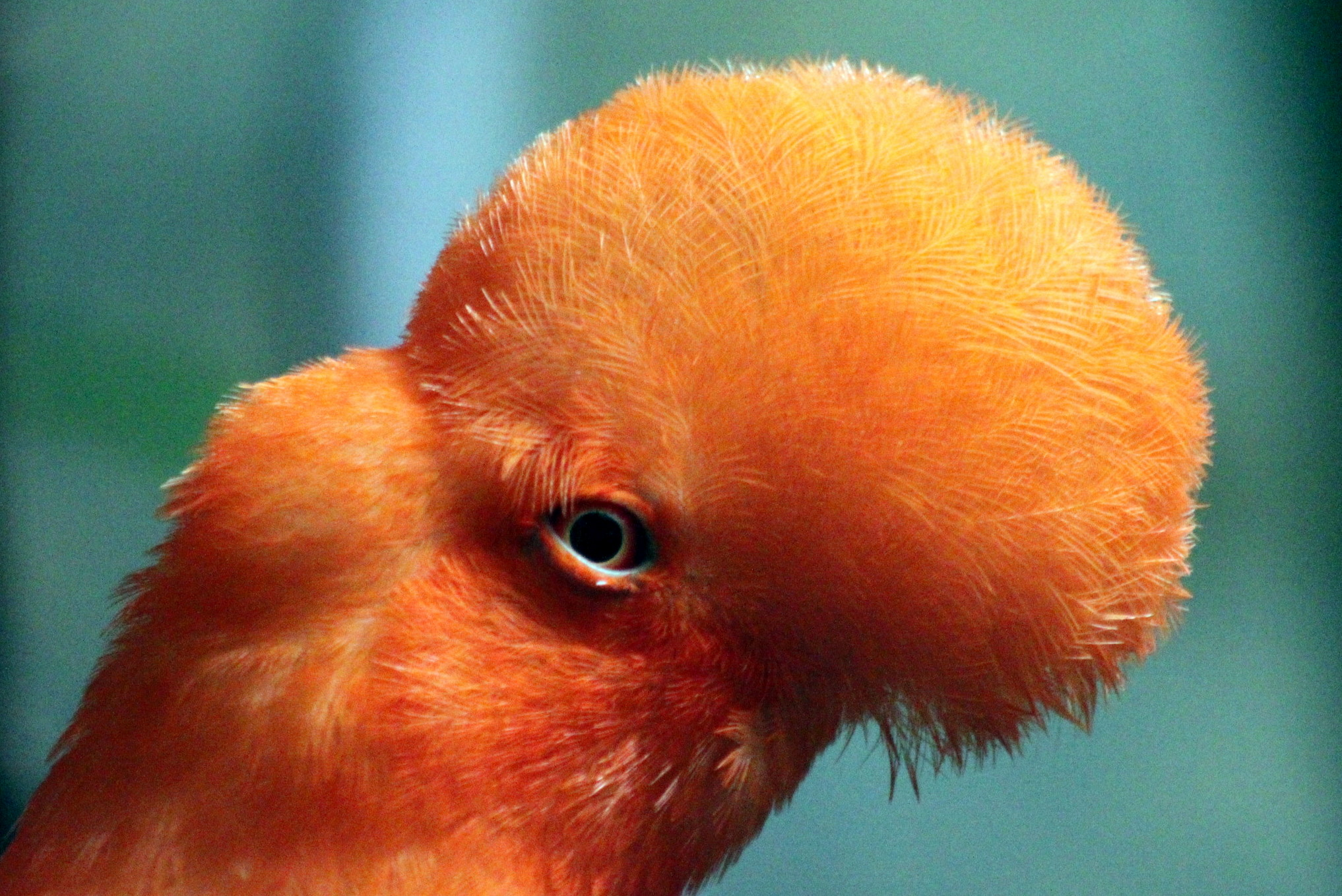
Schopf eines Männchens

Der Tiefland-Felsenhahn hat eine gedrungene Gestalt und kräftige Füße. Die Männchen haben ein leuchtend hell orangefarbenes Gefieder mit einem breiten fächerförmigen Schopf, der über den Kopf reicht und den Schnabel beinahe vollständig bedeckt. Sie sind etwa taubengroß, 32 bis 35 cm lang und hell orange gefärbt. Die Flügel sind schwarz mit weißen Spiegeln. Der Schwanz ist schokoladenbraun und läuft orangefarben aus. Das Weibchen ist olivgrau gefärbt, Schwanz und Flügel sind braun, nur die Unterflügeldeckfedern sind hell orangefarben. 

## Vorkommen
Der Tiefland-Felsenhahn kommt in Guyana, Surinam, Süd-Venezuela und im Gebiet des Rio Negro vor. Er bewohnt dort den tropischen und subtropischen Urwald, bevorzugt in bergigen und gewässerreichen Gegenden.

## Nachweise
- Das moderne Tierlexikon. Verlagsgruppe Bertelsmann, Band 3, 1981